# Верхнее Буу
Верхнее Буу — село в Лазаревском районе муниципального образования город-курорт Сочи Краснодарского края России. Входит в состав Верхнелооского сельского округа.

## География
Село находится в западной части края, в предгорной зоне Причерноморского побережья, в долине реки Буу, примерно в 1,5 км от Чёрного моря. Рельеф местности в основном холмистый с ярко выраженными колебаниями относительных высот.

## История
Согласно Закону Краснодарского края от 1 апреля 2004 года № 679-КЗ село Верхнее Буу вошло в состав образованного муниципального образования город-курорт Сочи.

## Население
| 2002 | 2010 |
| ---- | ---- |
| 822  | ↗908 |

Национальный состав
Согласно результатам переписи 2002 года, в национальной структуре населения армяне составляли 74 % от 822 жителей.

## Инфраструктура
Социальные объекты в населённом пункте отсутствуют. Развит туризм.

## Транспорт
Доступен автомобильный транспорт. Остановка автобусного маршрута 149 (на декабрь 2019).